# Эшперово
Эшперово (кирг. Эшперов, до 2006 г. — Большевик) — село в Тонском районе Иссык-Кульской области Кыргызстана. Административный центр Болот Мамбетовского аильного округа. Код СОАТЕ — 41702 220 808 01 0.

## Население
По данным переписи 2009 года, в селе проживало 1982 человека.